# 130 Nord 3.1501 et 3.1502
Les Mogul 3.1501 et 3.1502 étaient des locomotives à vapeur construites pour la Compagnie des chemins de fer du Nord en 1913 et 1914 dans les ateliers de la compagnie à La Chapelle.

## Genèse
La Compagnie des chemins de fer du Nord décida de comparer la simple expansion et le compoundage et fit donc fabriquer 4 locomotives en vue de voir quel était le meilleur système. Il fut donc fabriqué les 3.1401 et 3.1402 compound et les 3.1501 et 3.1502 à simple expansion.

## Description
Ces machines reprenaient la chaudière des 230 Nord 3.513 à 3.662 (futures : 2-230 D 1 à 149 ) mais raccourcie et l'allure des 140 A et 150 A contemporaines. La chaudière était timbrée à 16 kg/cm2. Elles étaient à deux cylindres avec le cylindre BP placé côté droit. La distribution était du type « Walschaerts ». L'essieu porteur était traité en bissel. Le foyer était de type « Belpaire ».

## Utilisation et service
Nées peu avant la Première Guerre mondiale, ces machines restèrent à l'état de prototypes. Affectées à leur sortie au dépôt de La Chapelle elles étaient intégrées au roulement des 230 Nord 3.513 à 3.662 sur les semi-directs, express et messageries. En 1932, elles furent affectées au dépôt de Laon. En 1933, la 3.1402 rejoint la série après avoir été mise au type simple expansion en étant immatriculée 3.1503. En 1936, la 3.1501 fut affectée au dépôt de Arras où elle fut immatriculée 2-130 C 1 par la SNCF et les 3.1502 et 3.1503 furent affectées au dépôt de Creil où elles furent immatriculées 2-130 C 2 et 3 . C'est à ces mêmes dépôts qu'elles furent radiées en 1943 et 1945.

## Tender
Le tender qui leur était associé était à 3 essieux et contenait 15 m3 d'eau et 4 t de charbon. Ils furent immatriculés 2-15 C.

## Conclusion
Malgré le fait de la transformation de la 3.1402 en mode simple expansion, il ne fut pas clairement établi les mérites de l'un ou l'autre système. Gage d'une bonne étude de départ et d'une bonne construction, ces machines prototypes restèrent en service pendant quand même une trentaine d'années.

## Caractéristiques
- Pression de la chaudière : 16 kg/cm2
- Diamètre des cylindres : 570 mm
- Diamètre des roues motrices : 1 750 mm
- Diamètre des roues du bissel : 1 040 mm
- Masse en ordre de marche : 68,3 t
- Masse adhérente : 56,5 t
- Longueur hors tout : 10,345 m
- Masse du tender en ordre de marche : 35,910 t
- Masse totale : 104,210 t
- Longueur totale : ? m
- Vitesse maxi en service : 105 km/h